# Scufundare militară
Scufundarea militară este un tip de scufundare profesională, în care scafandrii militari efectuează misiuni subacvatice în cadrul unităților de scafandri din forțele navale.

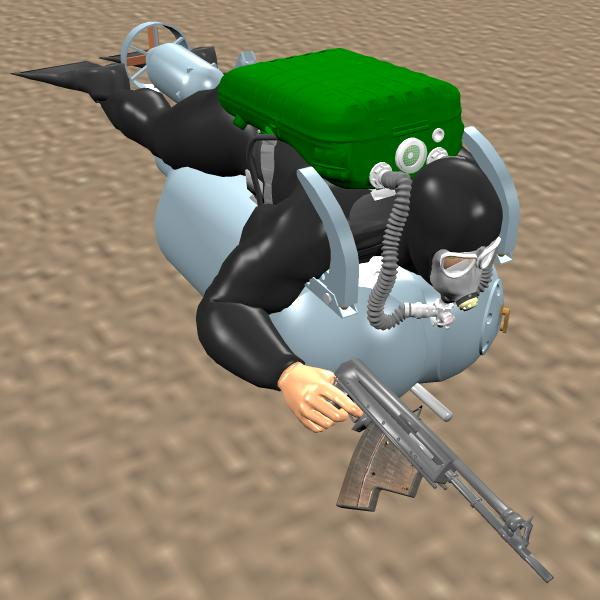
Scafandru de luptă modern

## Scurt istoric
- 900 î.Hr.: o friză asiriană reprezintă câțiva scufundători, probabil soldați, ce respirau prin niște burdufuri din piele în timp ce înotau sub apă. Este cea mai veche mărturie a folosirii unui dispozitiv de respirat sub apă.
- sec.V î.Hr.: Scyllos din Sion și fiica sa Cyana se scufundă pentru a tăia ancorele navelor regelui Persiei, Xerxes.
- 415 î.Hr.: scufundătorii greci atacă sub apă și distrug barajele submarine la Siracuza.
- 375 : Flavius Vegetius Renatus elaborează lucrarea De Re Militari în care prezintă  și unele aparate pentru luptă subacvatică.
- 1828 : Lemair d'Augerville concepe aparatul pneumato-nautic prevăzut cu un rezervor intermediar flexibil, experimentat de Marina Națională Franceză în anul 1829.
- 1843:  datorită experienței acumulate în urma ranfluării navei „HMS Royal George”, Royal Navy înființează prima școală de scufundare.
- 1876 : Henry Fleuss introduce noțiunea de „Oxigen Lung” (plămân de oxigen), iar în 1878 inventează aparatul de respirat sub apă cu oxigen în circuit închis la care dioxidul de carbon este fixat cu o soluție de potasă caustică
- 1915: se înființează prima școală de scufundare a U. S. Navy
- 1918: sunt consemnați primii scafandrii de luptă, ofițerii italieni R. Roselli și A. Paolucci care cu câteva zile înainte de terminarea primului război mondial pătrund cu ajutorul unei torpile cu viteză redusă (maiale) în portul Pola unde amplasează două mine cu magneți pe carena navei Viribus Unitis scufundând-o.
- 1927 : ia naștere „Experimental Diving Unit”.
- 1940 : Chris Lambertsen concepe un aparat cu oxigen în circuit închis LARU, utilizat în aplicații militare. În anul 1943 începe studierea aplicării practice a utilizării aerului îmbogățit în oxigen la aparatele de respirat sub apă
- 1943: se înființează „USN Underwater Demolition Team”.

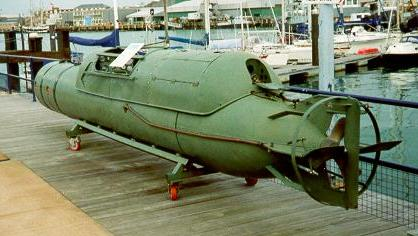
Torpilă maiale

- 1941...1944: în timpul celui de-al doilea război mondial, scafandrii italieni folosesc extensiv submarine de buzunar sau submarine pitice; acestea numite și torpile umane (maiale) erau folosite de către scafandri cu aparate de respirat în circuit închis cu oxigen pentru a plasa încărcături explozive sub navele de război și comerciale germane. Scafandrii britanici folosesc aceeași tehnică pentru a scufunda nava Tirpitz.
- 1946: se înființează British Admirality Experimental Diving Unit.
- 1952 : U. S. Navy pune la punct aparatul de respirat sub apă în circuit închis cu presiune parțială constantă a oxigenului.
- 1960 : U. S. Navy realizează  aparatul autonom  de  respirat sub apă cu amestec respirator în circuit închis, echipat cu analizor de gaz portabil.

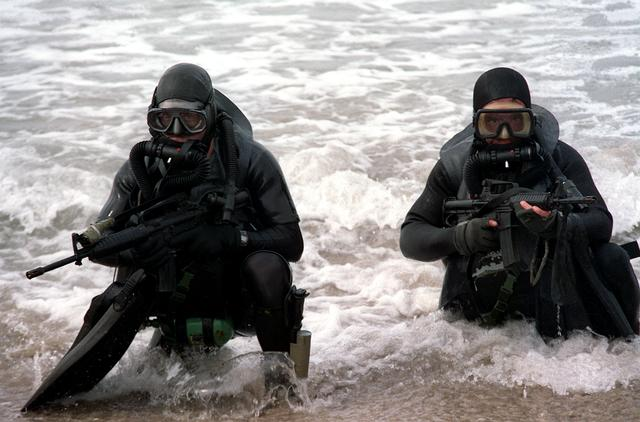
Scafandrii SEAL

- 1962: se înființează U. S. Navy SEAL Team 1 & 2.
- 1964: U. S. Navy adoptă aparatul autonom în circuit semiînchis Mk 6 UBA, pentru scafandrii de luptă.
- 1965 : U. S. Navy adoptă amestecurile respiratorii binare heliu-oxigen (Heliox) pentru aparatele autonome de scufundare, decompresia fiind efectuată după tabelele lui Workman.
- 1967: căpitanul-locotenent de marină Constantin Scarlat pune bazele primei unități de scafandri din Marina Militară.
- 1975: Navy Experimental Diving Unit (NEDU) se stabilește în Panama City, Florida, locație unde se află și în prezent.
- 1977: este înființat Centrul de scafandri din Constanța care va continua activitatea de cercetare în domeniul hiperbar.
- 1979: U. S. Navy înlocuiește aparatul Mk 6 UBA cu un aparat în circuit închis, Mk 15.
- 1980: este terminată construcția noului sediu al Naval Diving & Salvage Training Centre (NDSTC), în Panama City, Florida.
- 1982: U. S. Navy  înlocuiește aparatul în circuit închis Mk 6 Emerson-Lambertsen, cu noul aparat Draeger LAR V pentru scafandrii de luptă.
- 2004: România aderă la NATO. Steagul României a fost ridicat în fața sediului NATO din Bruxelles pe 2 aprilie 2004.

## Scufundare militară în România
Scafandrii militari din cadrul Forțelor Navale Române sunt de mai multe categorii:
- Scafandrii de luptă
- Scafandrii deminori
- Scafandrii de mare adâncime - efectuează diferite lucrări tehnice sub apă

### Scafandrii de luptă
Scafandrii de luptă au fost denumiți oameni broască (engleză - frogmen, franceză - homme grenouille sau nageur de combat) în timpul celui de-al doilea război mondial și care desfășoară acțiuni de luptă subacvatice. 

Principalele obiective ale comandourilor de scafandrii de luptă sunt: 
- scufundarea navelor inamice în timpul războiului prin plasarea de mine cu explozie întârziată
- pregătirea operațiunilor de desanturi marine prin recunoașteri și minarea obstacolelor submarine din calea navelor militare
- culegere de informații cu caracter special
- acțiuni de cercetare prin parașutare
- operațiuni clandestine de recunoaștere
- recuperări de torpile, cabluri de comunicație militare
- protecția flotei militare
- plasare de sonare, mine
- contrainformații și expertize tehnice cu caracter militar etc.

Principalele avantaje ale scafandrilor de luptă sunt discreția cu care acționează în operațiuni, dificultatea reperării lor de la suprafață, precum și efectul de surpriză al operațiunilor întreprinse.

### Scafandrii deminori

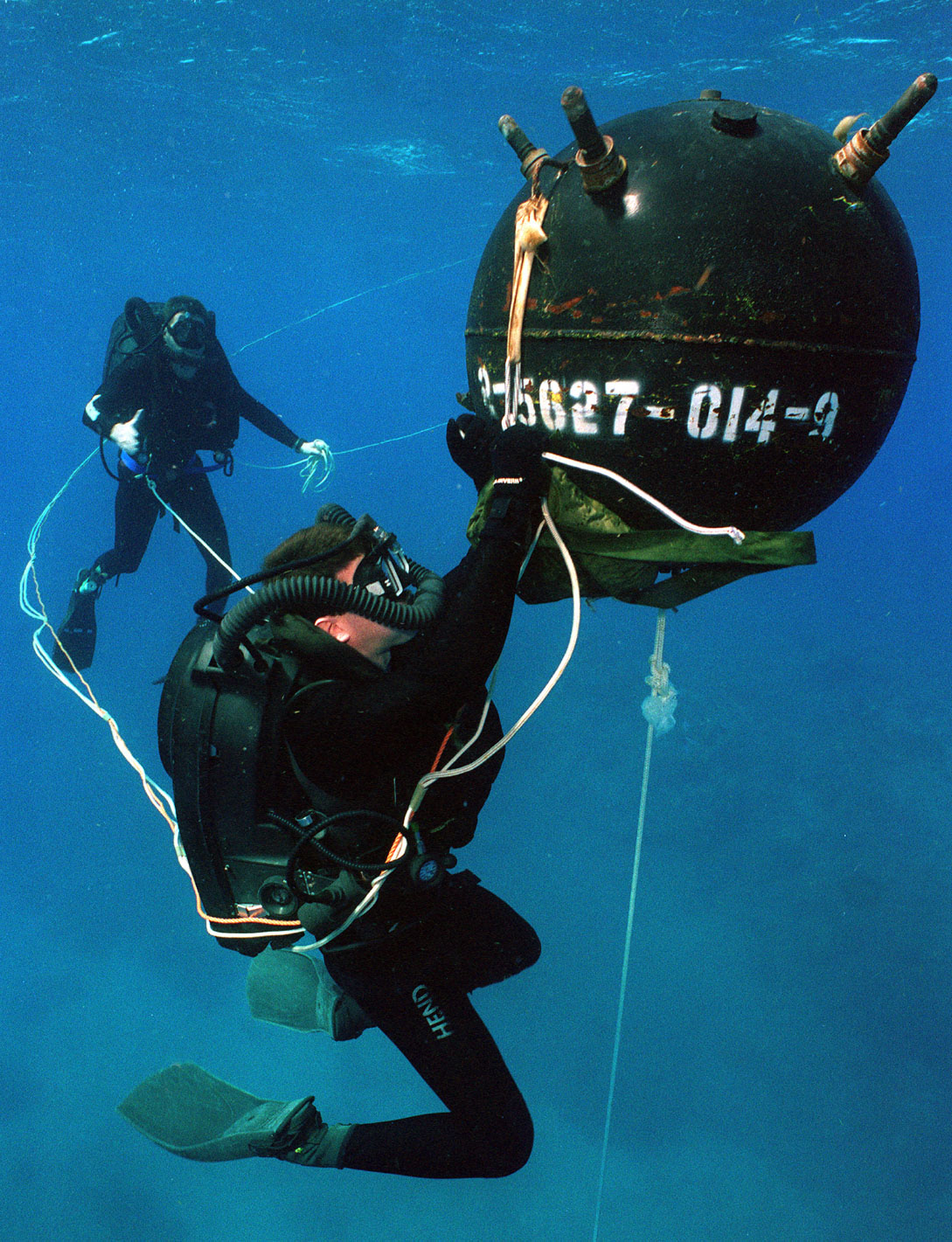
Scafandrii deminori

Apariția scafandrilor deminori este aproximativ datată, după scufundarea cuirasatului austro-ungar „Viribus Unitis” la sfârșitul primului război mondial de către scafandri de luptă italieni. Cercetările efectuate între cele două războaie mondiale de locotenenții Teseo Tesei și Elio Toschi, din marina italiană, precum și perfecționarea acțiunilor de luptă ale scafandrilor militari, au condus la specializarea acestora pe misiuni cu minele marine și neutralizarea dispozitivele explozive improvizate.

Scafandri deminori participă la diverse operațiuni militare cum ar fi:
- apărarea porturilor și a platformelor marine
- căutarea, descoperirea și neutralizarea minelor sau a încărcăturilor explozive amplasate pe nave, pe cheiuri sau pe porțile ecluzelor
- neutralizarea dispozitivelor explozive artizanale folosite de teroriști.

### Scafandrii de mare adâncime
Scafandrii de mare adâncime folosesc diverse tehnologii de scufundare pentru a executa lucrări subacvatice complexe la adâncimi mai mari de 40 m. În cadrul unității de scafandri aceștia se află în grupurile de scafandri ambarcați pe navele Emil Racoviță și Grigore Antipa, aparținând Centrului de scafandri din Constanța.
Ulterior, Centrul de Scafandri a pus bazele activității cu scafandri de intervenție și lucru la mare adâncime. Scafandrii au efectuat numeroase intervenții, multe dintre ele în premieră națională, cum sunt: 
- investigarea platoului continental submarin
- executarea unor lucrări de instalare a platformelor de foraj marin
- poziționarea și montarea unei conducte submarine în câmpul petrolifer „Lebăda”
- lucrări subacvatice în lacurile de acumulare din România
- asistența de specialitate pe timpul construirii reactorului nuclear nr. 1, de la Cernavodă
- intervenții în zone calamitate,
- repararea danei 79 din portul Constanța
- curățarea operei vii a navelor
- inspecții subacvatice la nave
- ranfluări de nave
- căutări subacvatice

## Armament specific
Armele subacvatice ale scafandrilor militari sunt de construcție specială, rezistente la presiunea apei și pot include: aparate de respirat speciale, pușcă automată, grenade, cuțit, pistol, etc.

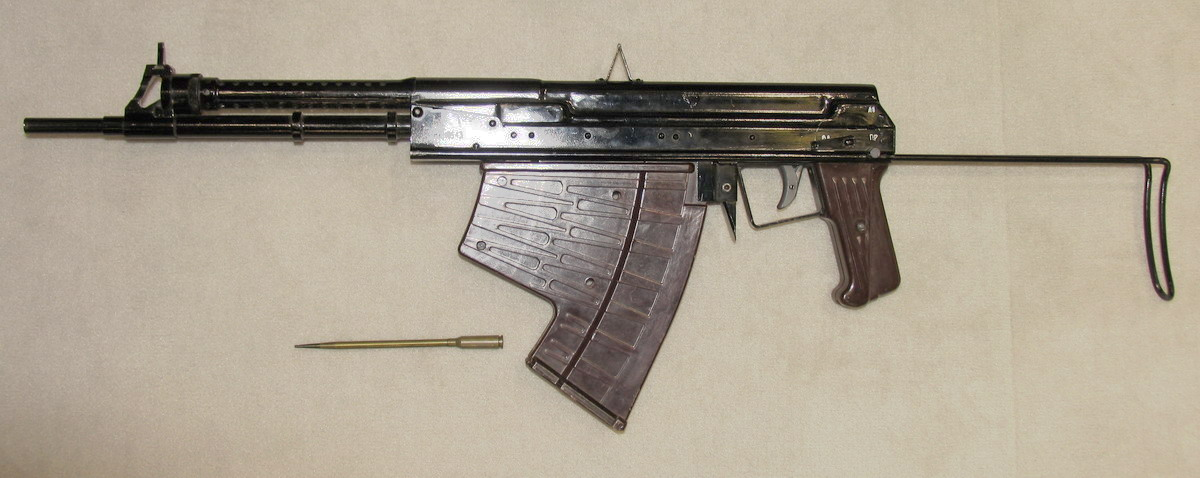
Puşcă automată subacvatică APS de producţie sovietică

În anul 2007 Centrul de Scafandri din Constanța din cadrul Forțelor Navale Române, a fost dotat cu aparatură de profil la standarde NATO: aparate recirculatoare de respirat cu circuit închis și semiînchis (LAR VII COMBI) pentru scafandri de luptă și recirculatoare cu circuit semiînchis (SMT) pentru scafandrii deminori, produse de firma Dräger AG.

#### Aparatul IDA 64
Aparatul sovietic IDA 64 a fost unul din primele aparate recirculatoare de respirat sub apă cu circuit închis cu oxigen debitat la cerere în sistem circular folosit de Marina Militară Română. Principalele caracteristici ale aparatului sunt: 
- imersiunea maximă de lucru de 20 m;
- autonomia maximă de 240 min la efort mediu subacvatic;
- volumul buteliei cu oxigen de 1,3 l ;
- absorber din calce sodată, capacitate de 3,6 kg, depozitat în două canistre cu 1,8 kg fiecare;
- amprentă magnetică scăzută.

Versiunea IDA 64 A a fost echipată cu o butelie de oxigen din aluminiu având o amprentă magnetică mult mai scăzută. 
În prezent aparatul este scos din dotarea Forțelor Navale Române fiind înlocuit cu aparatul LAR VII COMBI.